# レンセリア郡 (ニューヨーク州)
レンセリア郡（英: Rensselaer County）は、アメリカ合衆国ニューヨーク州の東部に位置する郡である。人口は16万1130人（2020年）。郡庁所在地はトロイ市であり、同郡で人口最大の都市である。郡名は地域の土地の元々の所有者だったオランダ人キリーン・ヴァン・レンセリアの一家に因んで名づけられた。
レンセリア郡はオールバニ・スケネクタディ・トロイ大都市圏に属している。

## 歴史

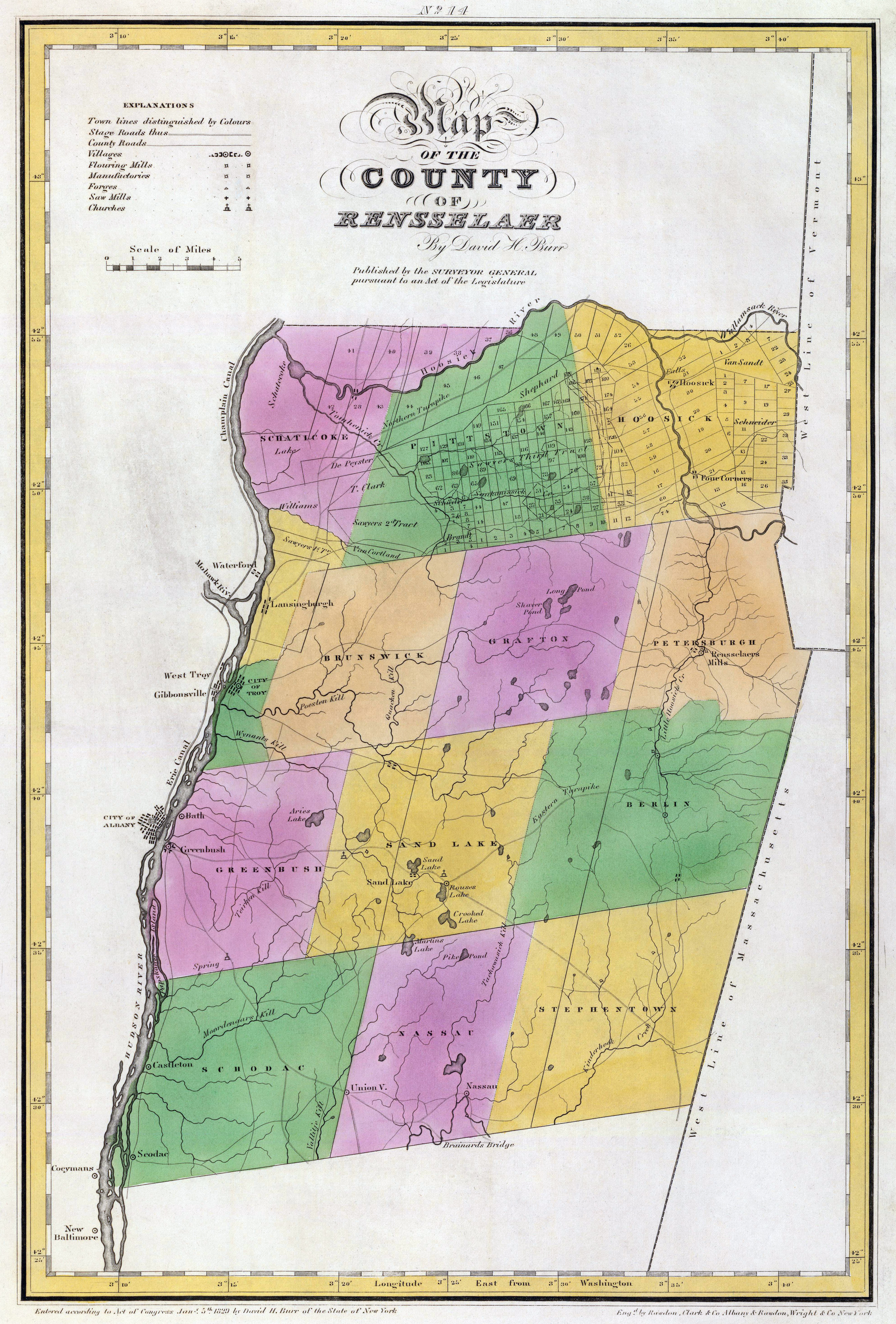
1829年のレンセラー郡図

レンセリア郡となった地域には、ヨーロッパ人が接触したときに、アルゴンキン語族であるモヒカン族インディアンが住んでいた。オランダ人宝石商人であるキリーン・ヴァン・レンセリアが1630年にこの地域を購入し、レンセリアウィックという町を造った。ここは当時オランダのニューネーデルラント植民地に属していた。
土地の支配権は1664年にイングランドに移った。オランダは1673年に一旦取り戻したが、1674年にイングランドが再度支配した。アメリカ独立戦争が始まった1776年までイングランドあるいはイギリスの支配下にあった。レンセリア郡が法的な政体として組織されたのは1791年になってからであり、元々はオールバニ郡の一部だった。
1807年、郡が再編成され、トロイの田園部が町となり、トロイ市が法人化された。ブランズウィック（ブラウンシュヴァイク公国に因む）とグラフトン（グラフトン公に因む）の町が作られた。3つ目のフィリップスタウンは1806年に作られたが、1808年にナッソー公に因みナッソーと改名された。

## 地理

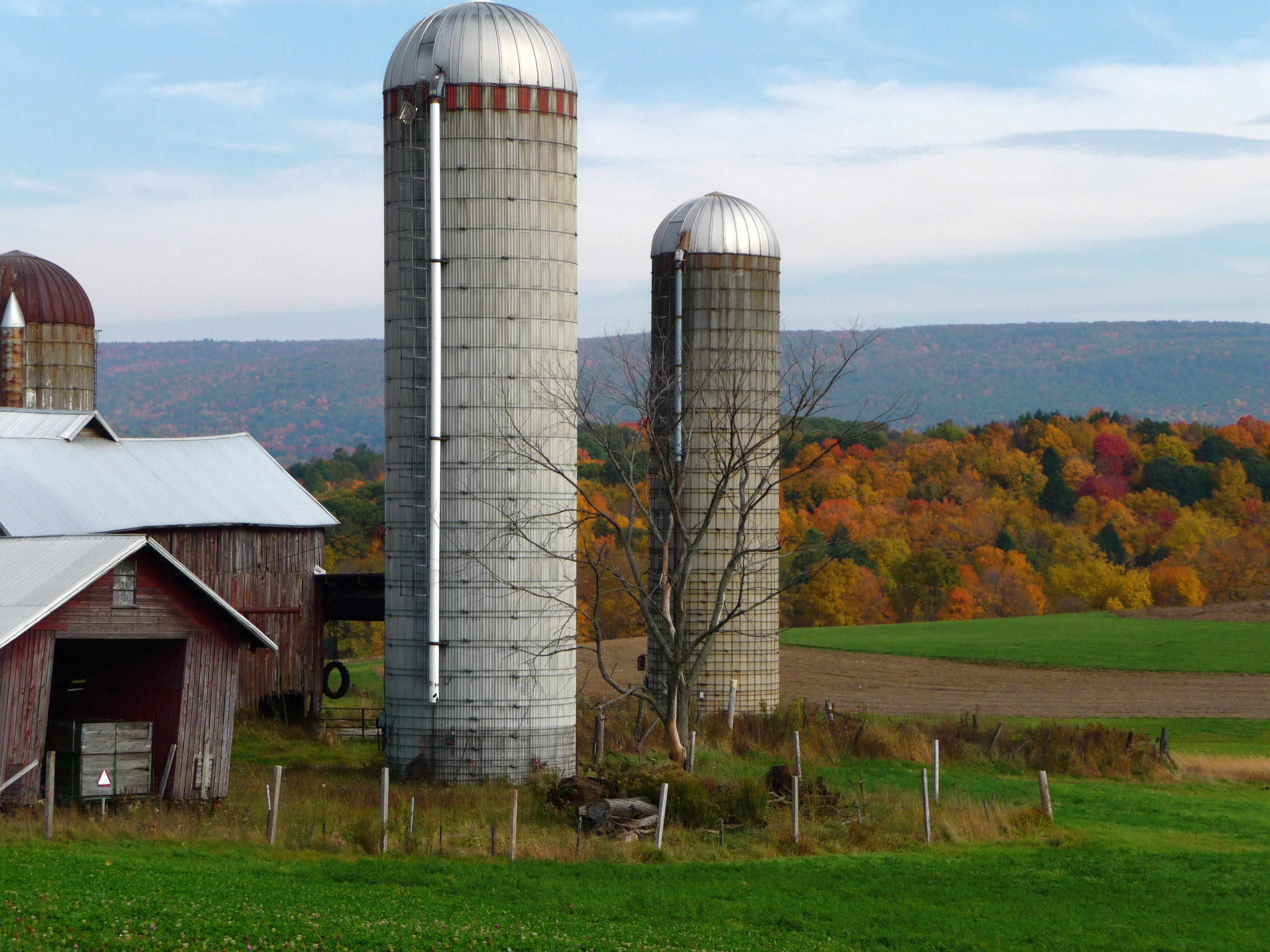
ブランズウィックの農園

レンセリア郡はニューヨーク州の東部にある。東側境界はニューヨーク州とバーモント州およびマサチューセッツ州との州境である。
アメリカ合衆国国勢調査局に拠れば、郡域全面積は665平方マイル (1,720 km2)であり、このうち陸地654平方マイル (1,690 km2)、水域は11平方マイル (28 km2)で水域率は1.72%である。
地形はハドソン川の近くで低く平坦であり、ポーステンキルはサンドレイク周辺のレンセリア台地に向かって盛り上がり、マサチューセッツ州州境のタコニック山地となる。
郡内最高地点はバーリン町にあるバーリン山であり、標高は859メートルである。最低地点はハドソン川の海面である。
ハドソン川の支流であるフーシック川が郡北部を流れている。

### 隣接する郡
- ワシントン郡 - 北
- ベニントン郡 (バーモント州) - 北東
- バークシャー郡 (マサチューセッツ州) - 南東
- コロンビア郡 - 南
- グリーン郡 - 南西
- オールバニ郡 - 西
- サラトガ郡 - 北西

## 人口動態
以下は2000年国勢調査による人口統計データである。
| 基礎データ - 人口: 152,538人 - 世帯数: 62,694 世帯 - 家族数: 39,989 家族 - 人口密度: 90人/km2（233人/mi2） - 住居数: 69,120 軒 - 住居密度: 39軒/km2（109軒/mi2） 人種別人口構成（2008年時点） - 白人: 88.73% - アフリカン・アメリカン: 7.14% - ネイティブ・アメリカン: 0.23% - アジア人: 1.71% - 太平洋諸島系: 0.02% - その他の人種: 0.89% - 混血: 1.34% - ヒスパニック・ラテン系: 5.01% 先祖による構成 - アイルランド系：22.3% - ドイツ系：12.8% - イギリス系：7.5% - フランス系：6.2% - アメリカ人：5.3% - プエルトリコ系：2.3% 言語による構成 - 英語：93.4% - スペイン語：4.7% | 年齢別人口構成 - 18歳未満: 24.2% - 18-24歳: 10.1% - 25-44歳: 29.1% - 45-64歳: 23.0% - 65歳以上: 13.6% - 年齢の中央値: 37歳 - 性比（女性100人あたり男性の人口） - 総人口: 95.9 - 18歳以上: 93.7 世帯と家族（対世帯数） - 18歳未満の子供がいる: 33.3% - 結婚・同居している夫婦: 46.8% - 未婚・離婚・死別女性が世帯主: 12.0% - 非家族世帯: 34.8% - 単身世帯: 27.9% - 65歳以上の老人1人暮らし: 10.3% - 平均構成人数 - 世帯: 2.46人 - 家族: 3.02人 収入と家計 - 収入の中央値 - 世帯: 42,905米ドル - 家族: 52,864米ドル - 性別 - 男性: 36,666米ドル - 女性: 28,153米ドル - 人口1人あたり収入: 21,095米ドル - 貧困線以下 - 対人口: 9.5% - 対家族数: 6.7% - 18歳未満: 11.9% - 65歳以上: 6.6% |

## 郡政府

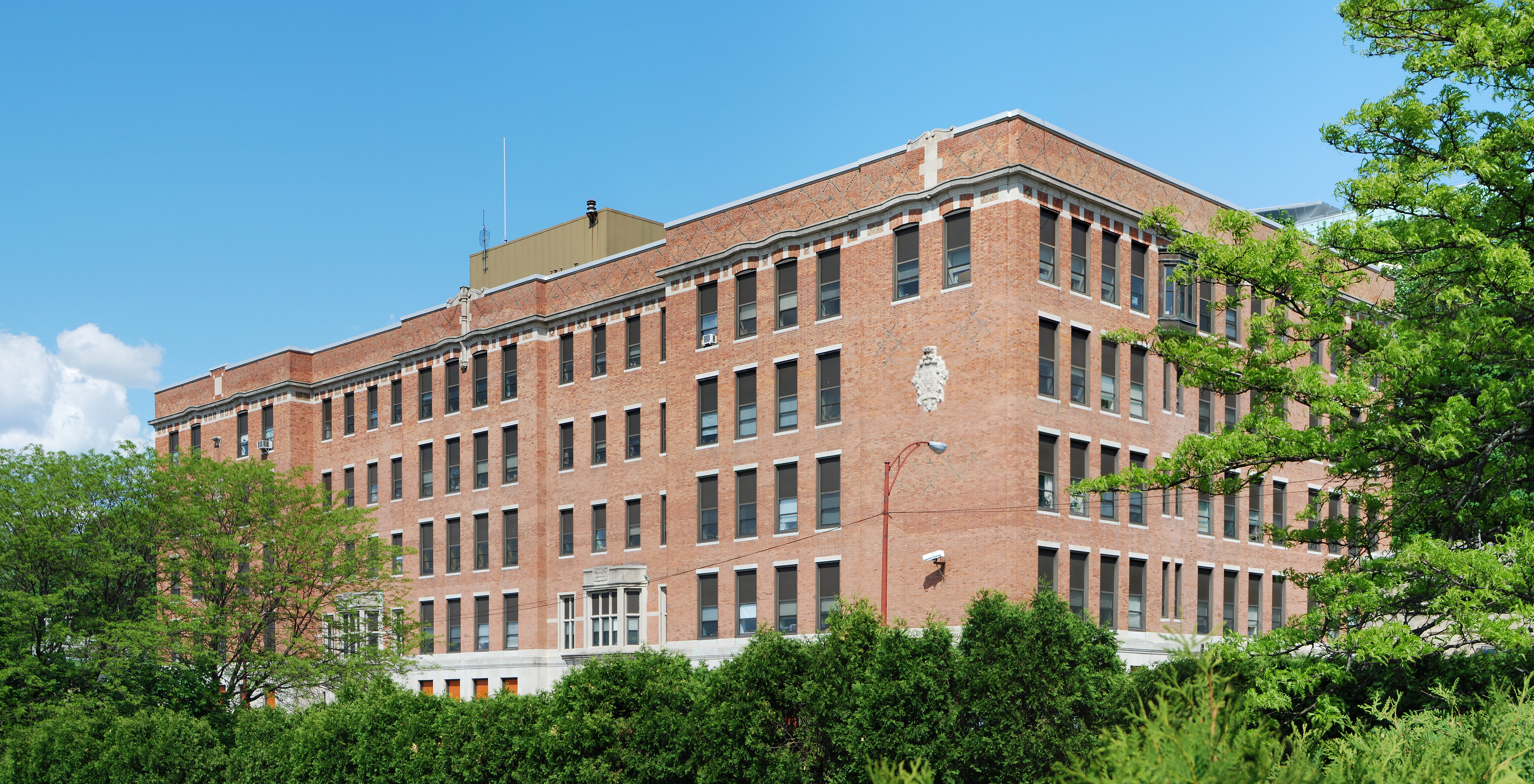
レンセリア郡事務所ビル、郡執行官の事務所などが入っている

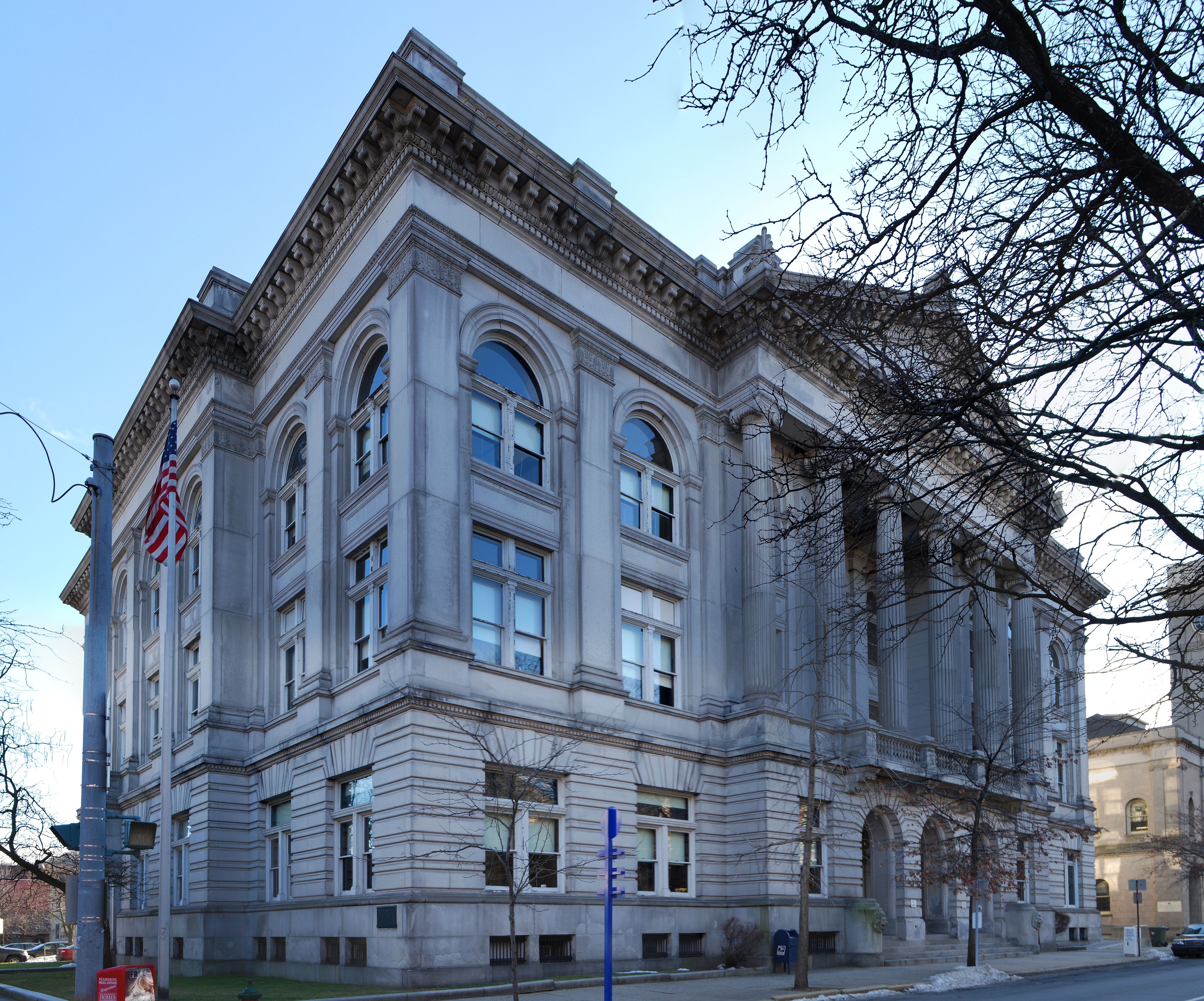
レンセリア郡庁舎、トロイ市コングレス通りと2番通りの角にある

レンセリア郡は1791年から立法府として機能する監督官理事会が統治しており、その議長が事実上の郡長だった。
1970年、レンセリア郡議会が作られた。1972年に郡執行官の役職が作られ、それまでの議長に代わった。その創設時から民主党は1994年まで議会を支配していたが、執行官職は得られなかった。議会は16の町を6つの選挙区にして選出された19人の議員で構成されている。現有議席は共和党12人、民主党3人、共和党に同調する保守派3人、空席1人である。

レンセリア郡区分図

## 都市と町
| - トロイ市 - 郡庁所在地 - レンセリア市 - アベリルパーク - バーリン町 - ブランズウィック町 - キャッスルトン・オン・ハドソン村 - イーストグリーンブッシュ町 - イーストナッソー村 - グラフトン町 - ハンプトンマナー - フーシックフォールズ村 - フーシック町 - ナッソー町 - ナッソー村 | - ノースグリーンブッシュ町 - ピーターズバーグ町 - ピッツタウン町 - ポーステンキル町 - サンドレイク町 - シャティコーク町 - シャティコーク村 - スコダック町 - スティーブンタウン町 - バレーフォールズ村 - ウェストサンドレイク - ワイナンツキル |

## 公共教育学区
郡内には16の教育学区がある。その幾つかは郡内に完全に入っているが、他郡に跨るものもある。バーモント州やマサチューセッツ州に跨るものは無い。下表は郡内の教育学区であり、所属する協同教育サービス理事会と、他郡に入っている状況も示す。
| 教育学区                             | 協同教育サービス理事会 | 他郡の状況   |
| ------------------------------------ | ---------------------- | ------------ |
| アベリルパーク中央教育学区           | クエスターIII          | なし         |
| バーリン中央教育学区                 | クエスターIII          | なし         |
| ブランズウィック中央教育学区         | クエスターIII          | なし         |
| ケンブリッジ中央教育学区             | WSWHE BOCES            | ワシントン郡 |
| イーストグリーンブッシュ中央教育学区 | クエスターIII          | コロンビア郡 |
| フーシックバレー中央教育学区         | クエスターIII          | ワシントン郡 |
| フーシックフォールズ中央教育学区     | N/A                    | ワシントン郡 |
| イカボッド・クレーン中央教育学区     | クエスターIII          | コロンビア郡 |
| ランシンバーグ中央教育学区           | クエスターIII          | なし         |
| メカニックビル市教育学区             | WSWHE BOCES            | サラトガ郡   |
| ニューレバノン中央教育学区           | クエスターIII          | コロンビア郡 |
| ノースグリーンブッシュ共通教育学区   | クエスターIII          | なし         |
| レンセリア市教育学区                 | クエスターIII          | なし         |
| スコダック中央教育学区               | クエスターIII          | コロンビア郡 |
| トロイ市教育学区                     | クエスターIII          | なし         |
| ワイナンツキル統合自由教育学区       | クエスターIII          | なし         |